# Fliesensaal Schloss Caputh

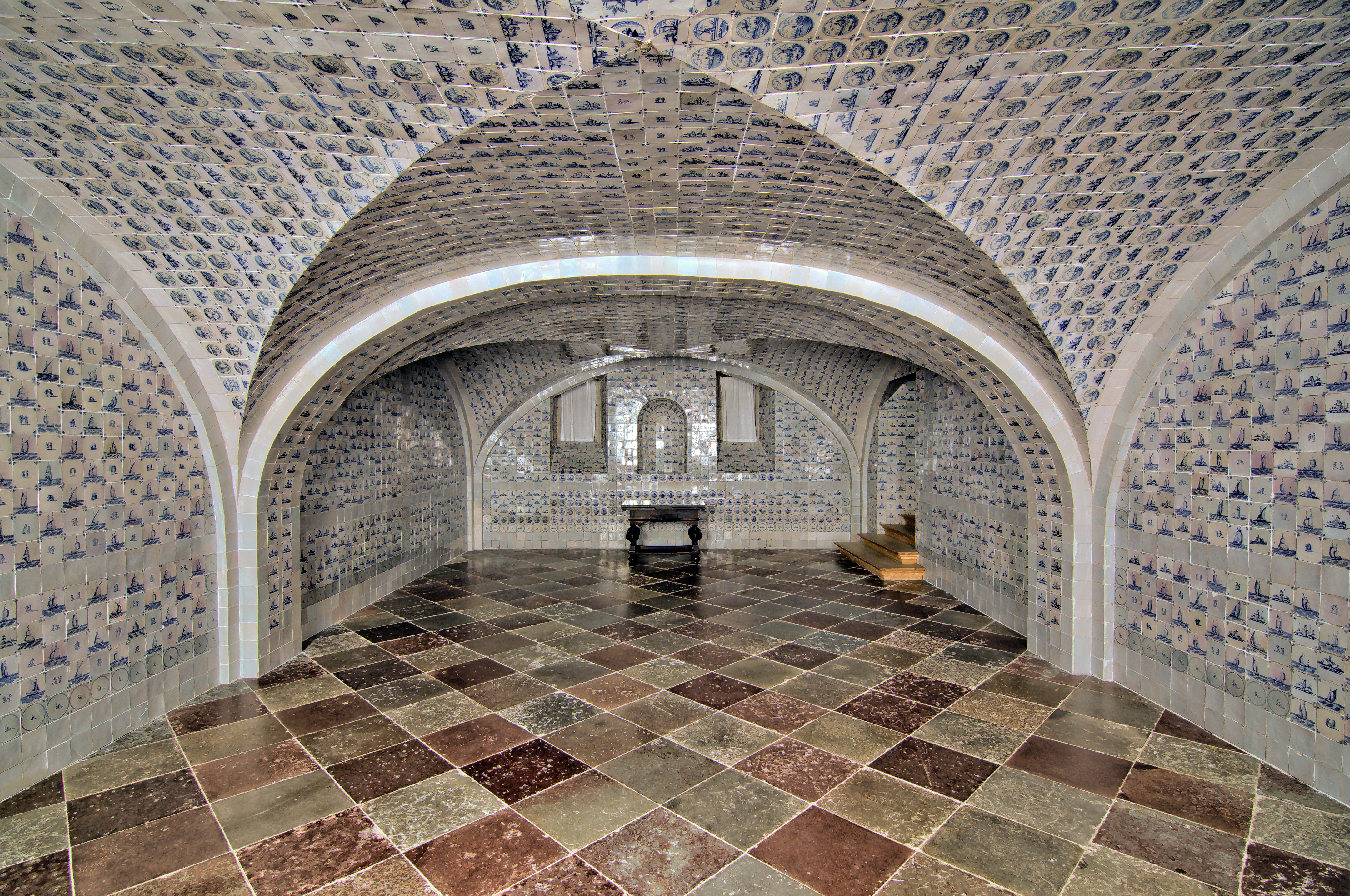
Blick in den Fliesensaal nach Süden. Über dem Tisch befindet sich die halbrunde Nische für einen Wasserspender

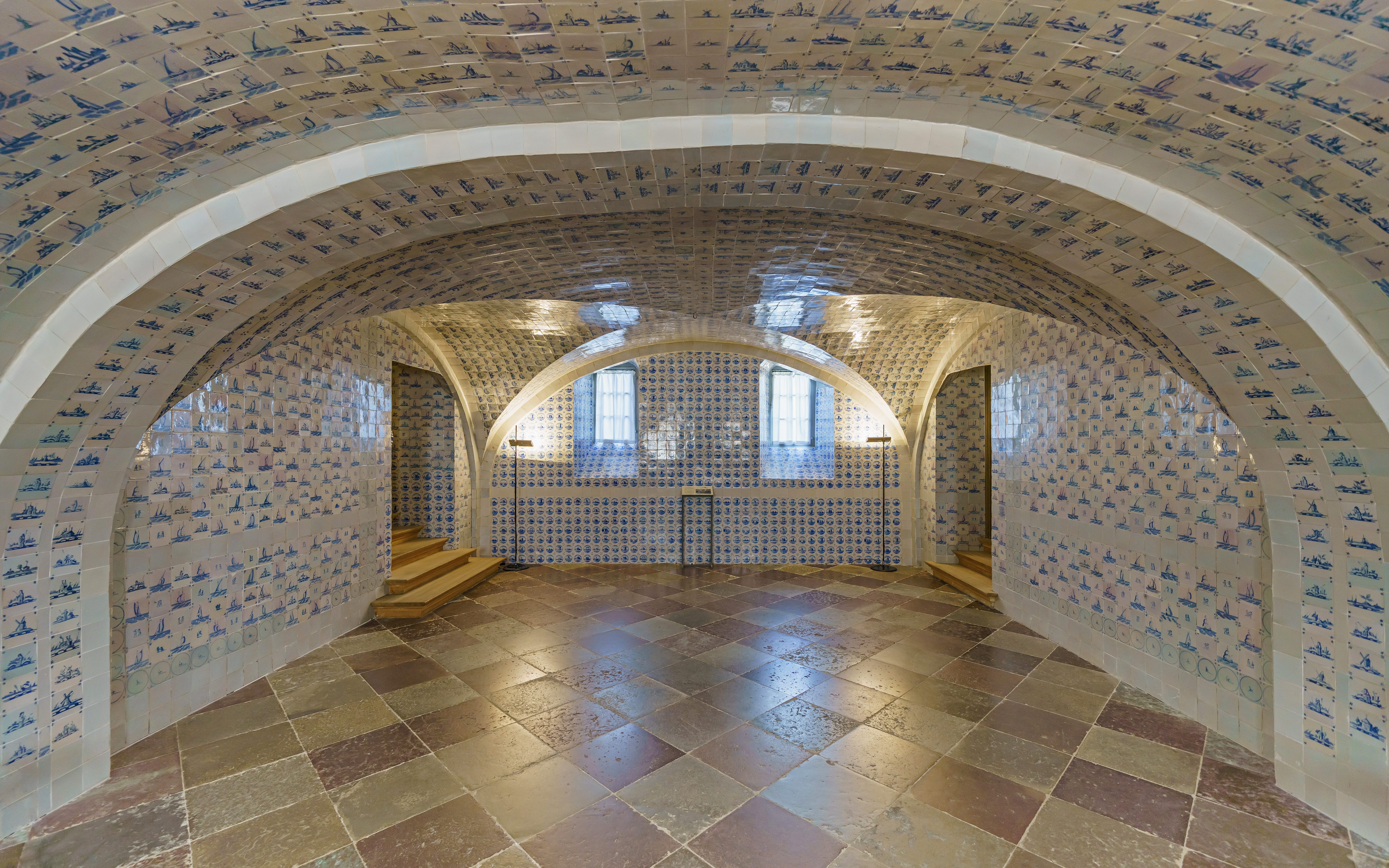
Blickrichtung Nord

Der Fliesensaal im Schloss Caputh bei Potsdam ist ein im Erdgeschoss befindlicher Raum, dessen Wanddekoration aus etwa 7500 Fayencefliesen aus den Niederlanden besteht. Entstanden ist der Saal um 1720, als der preußische König Friedrich Wilhelm I. Schloss Caputh gelegentlich als Jagdschloss nutzte.

## Geschichte

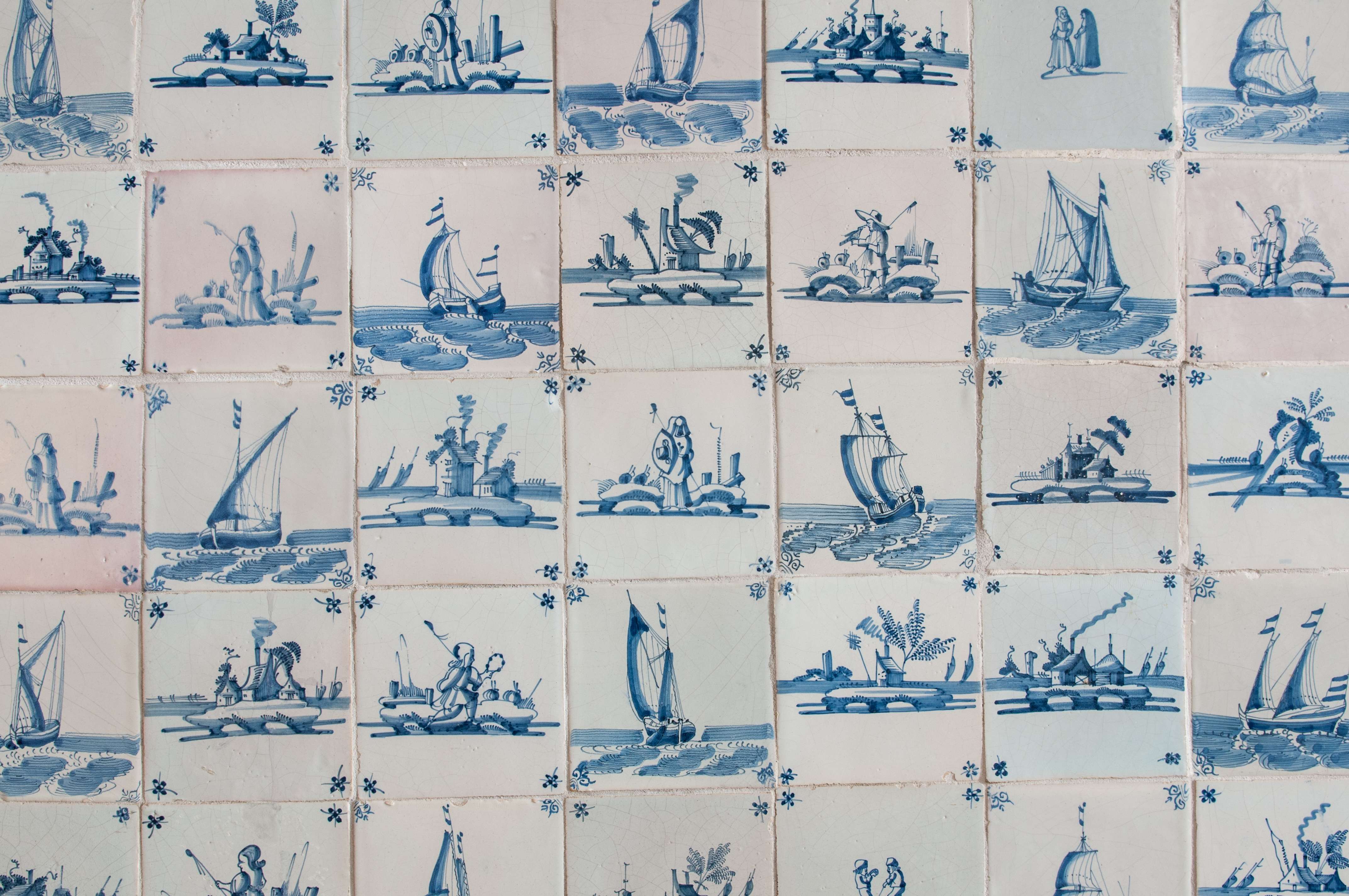
Wandausschnitt mit verschiedenen Fliesenmotiven

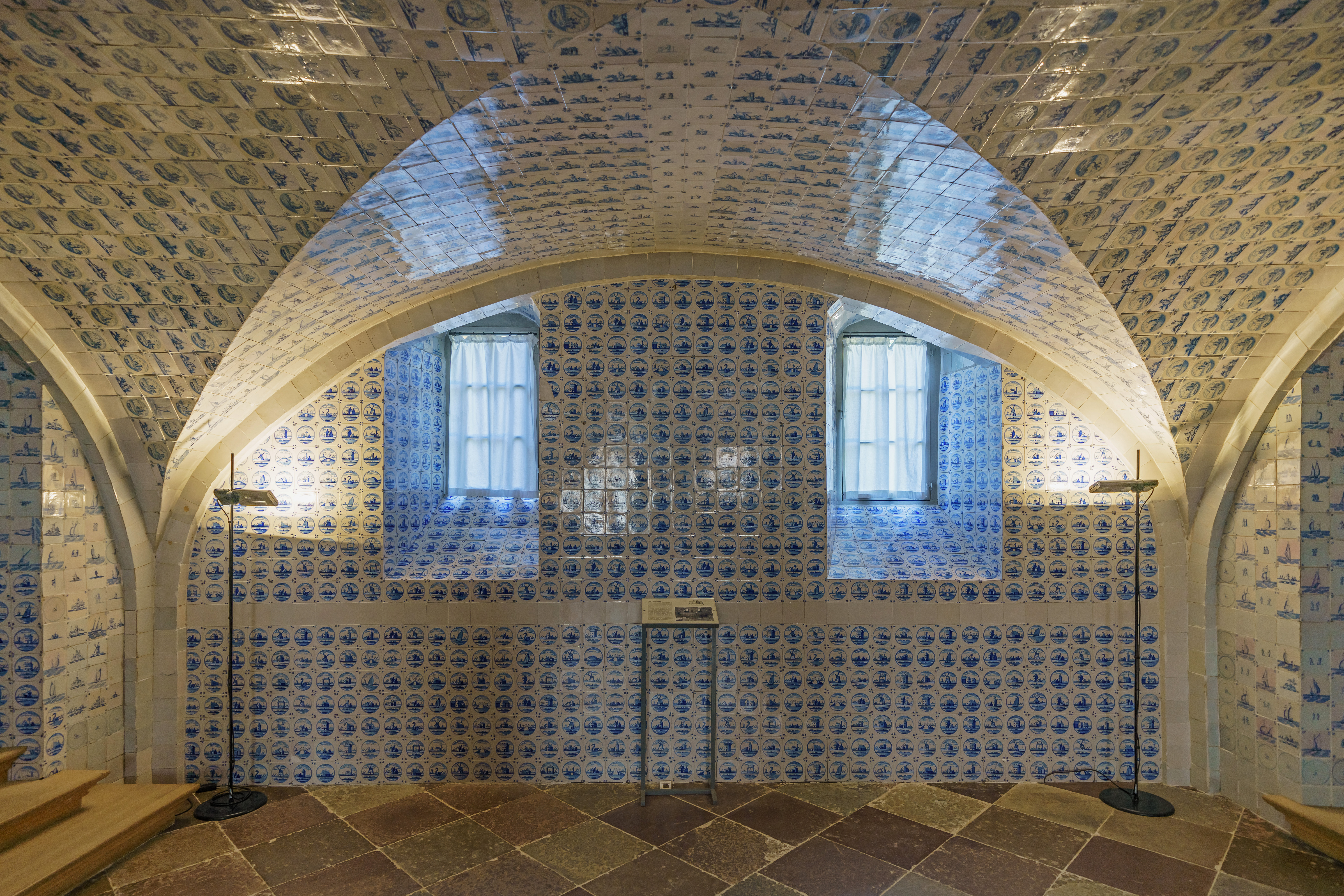
Nordseite des Fliesensaals mit den 1908 verlegten Fliesen

Zuvor diente der schmucklose Raum als Diele im Erdgeschoss des Hauses. Nach 1710, der barocken Zeitmode entsprechend, wünschte der erste preußische König Friedrich I. eine Art Grotte mit Wasserbecken und Zufluss. Dazu wurde ein Kreuzgewölbe eingebaut und der Fußboden abgesenkt. Der Raum diente dann als sogenannter Sommerspeisesaal des Schlosses. Die flächendeckende Dekoration mit rund 7500 blau bemalten, 13 cm × 13 cm großen holländischen Fayencefliesen entstand aber erst ab 1720, als Friedrichs Nachfolger Friedrich Wilhelm I. das Schloss gelegentlich als Jagdschloss nutzte. Der Fußboden besteht aus Kalksteinplatten von der schwedischen Insel Öland. Die Fliesen stammten vermutlich aus einer Manufaktur in Harlingen und gelangten als Ballast für Schiffe in großen Mengen und somit preiswert nach Preußen. Hergestellt wurden sie aus Ton, der aus Vorkommen im Meer gewonnen wurde, und Mergel. Nach einem ersten Brand mit weißer Zinnoxidglasur wurden die Motive mit Cobaltblau aufgemalt und die Fliesen dann im zweiten Brand fertiggestellt. Friedrich Wilhelm war angetan von der Kultur bürgerlichen Lebens, wie er es aus den Niederlanden kannte, und erfreute sich an den genrehaften Szenen sowie Kinderspielen, die auf den Fliesen dargestellt wurden. Niederländische Keramikwerkstätten und Manufakturen waren in jener Zeit auf Fayencen spezialisiert und machten gute Geschäfte damit, denn dieses wie Porzellan aussehende Dekorationsmaterial stellte einen erschwinglichen Ersatz für importiertes chinesisches Porzellan dar. Vorbild für den Caputher Fliesensaal war wahrscheinlich ein vergleichbarer Kellerraum im Schloss Oranienbaum bei Dessau, den Friedrich Wilhelm I. durch Besuche bei Fürst Leopold I. kannte.
1908 wurde bei einem Umbau des Schlosses Caputh auch die bis dahin nicht mit Fliesen verkleidete Nordseite des Raumes mit ähnlichen Fliesen dekoriert. 1996 bis 1998 war eine grundlegende Restaurierung des Saales erforderlich. Durch Umbauten und Nutzung aus der DDR-Zeit und baubedingte Salzausblühungen im meist feuchten Mauerwerk waren viele Fliesen beschädigt worden und durch sich auflösenden Kalkmörtel abgefallen; außerdem war das Gewölbe durch eine starke Absenkung einsturzgefährdet. Durch Retusche und Nachbeschaffung von 220 Fliesen über einen Hamburger Fliesensammler gelang es, den Saal wiederherzustellen. Die Stabilisierung des Kreuzgewölbes war mittels einer Betonrippenkonstruktion möglich. Die Kosten für die Restaurierung betrugen laut Berliner Zeitung etwa sechs Millionen Deutsche Mark.

## Dargestellte Motive
Fünf verschiedene variierte Motive des Fliesendekors erscheinen im Saal und sind in einem bestimmten Muster angeordnet, einerseits diagonal, teilweise auch vertikal. Sie zeigen Tiere wie Hasen, Vögel und Lurche, Hirtenszenen meist mit Schafen, Kinder beim Spiel, beispielsweise Stelzenlaufen und Reifentreiben, Gebäude, besonders Windmühlen, aber auch Wohnhäuser, Kirchen und Türme mit dem niedrigen Horizont der niederländischen Landschaft und Segelschiffe. Die Glasur der Fliesen weist unterschiedliche Färbungen zwischen grünlich, bläulich und rötlich auf. Die 1908 auf die Nordseite gesetzten Fliesen stammen aus industrieller Produktion um 1900 und weisen kräftigere Blautöne und andere und regelmäßigere Glasurzeichnungen auf als die Stücke aus dem 18. Jahrhundert. Die nachbeschafften und 1908 angebrachten Fliesen zeichnen sich durch ein anderes Eckmotiv, Blumen oder Lilien darstellend, aus.

Motivfliesen aus der zweiten Hälfte des 17. Jahrhunderts
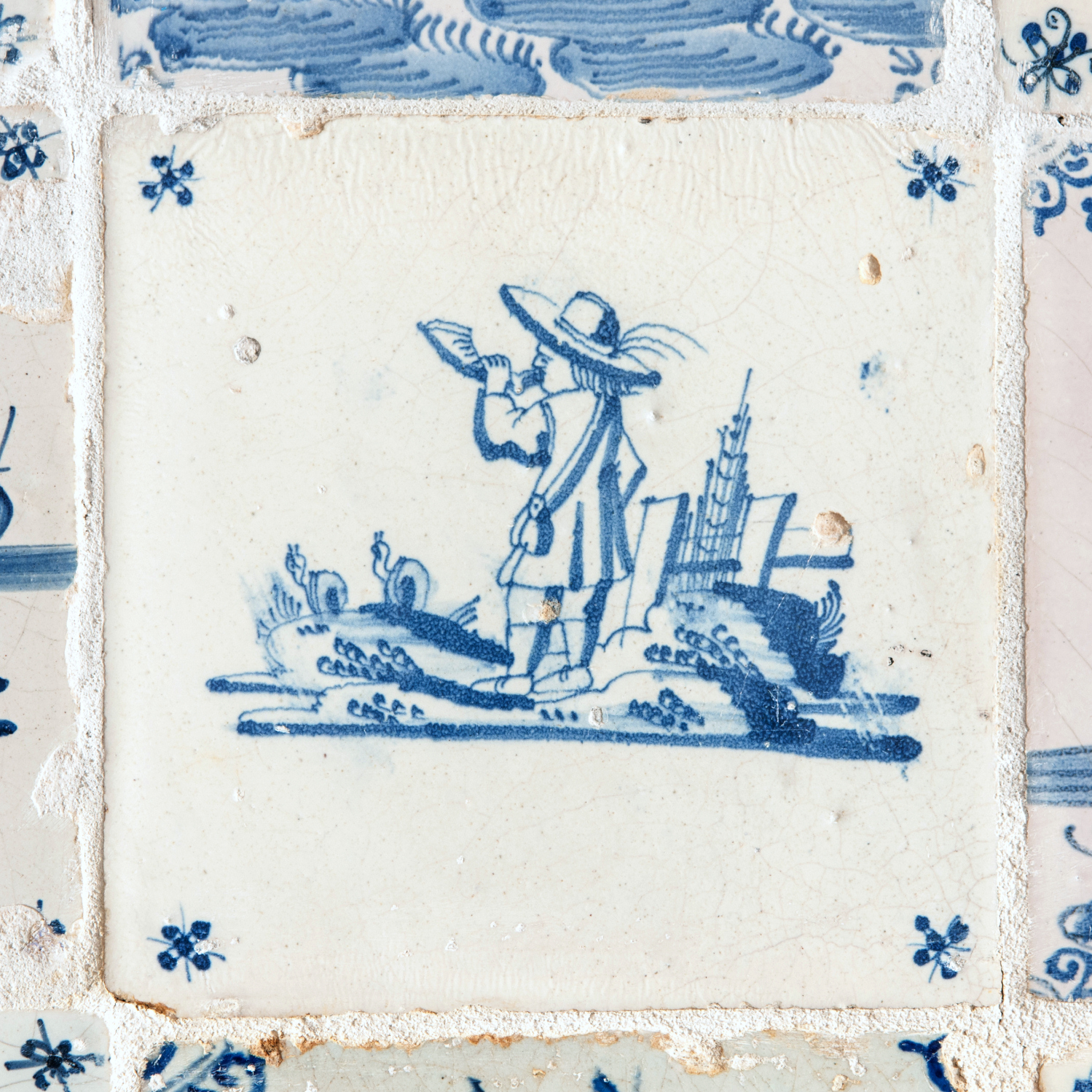
Hirtenmotiv mit Hornbläser
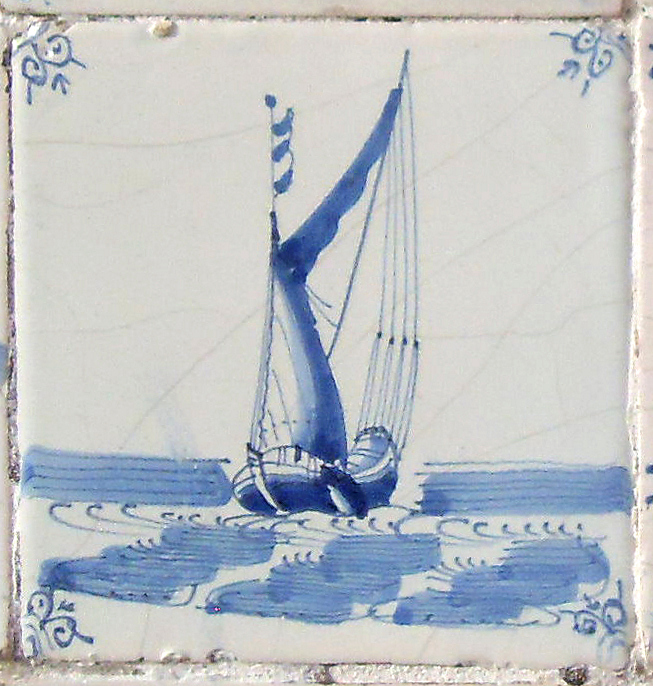
Schiff
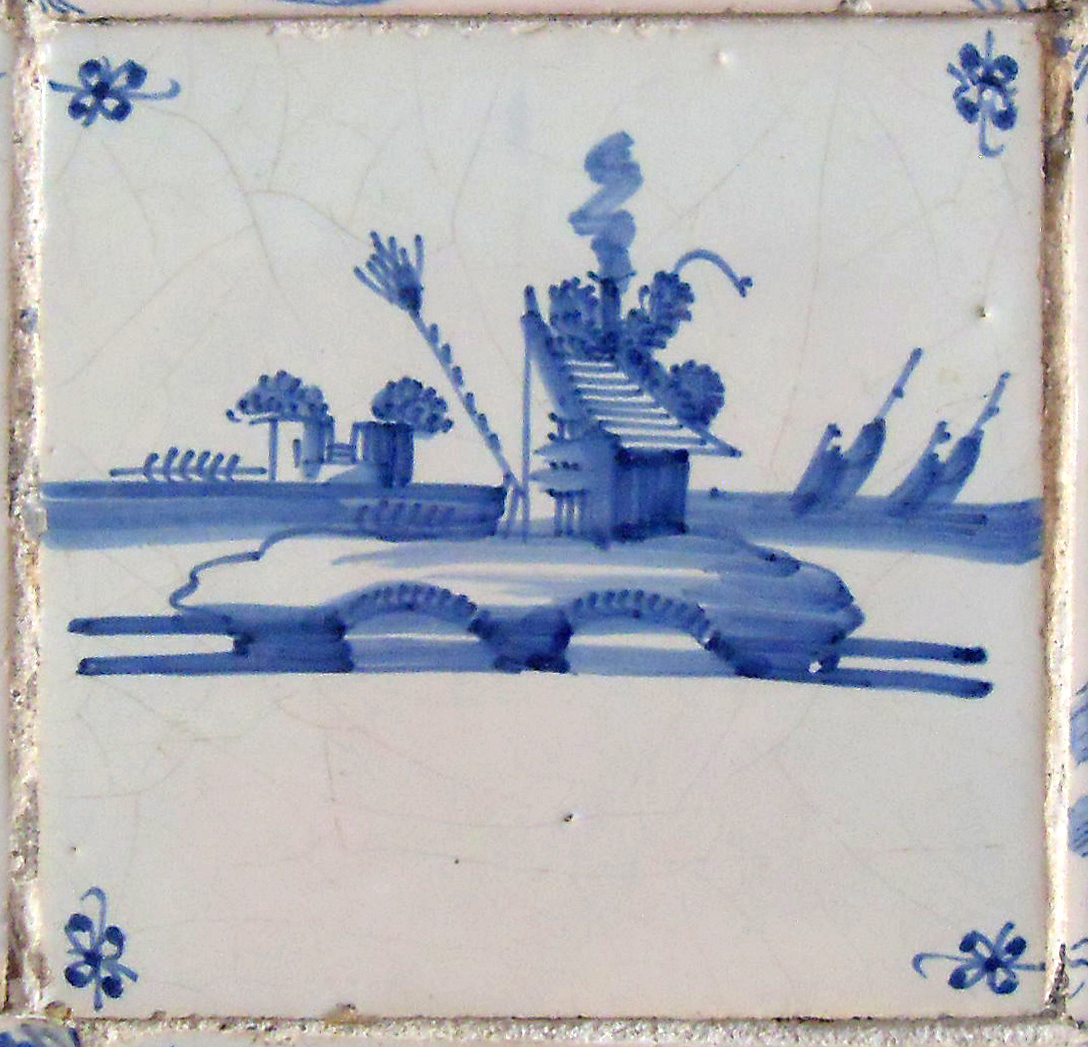
Landschaft
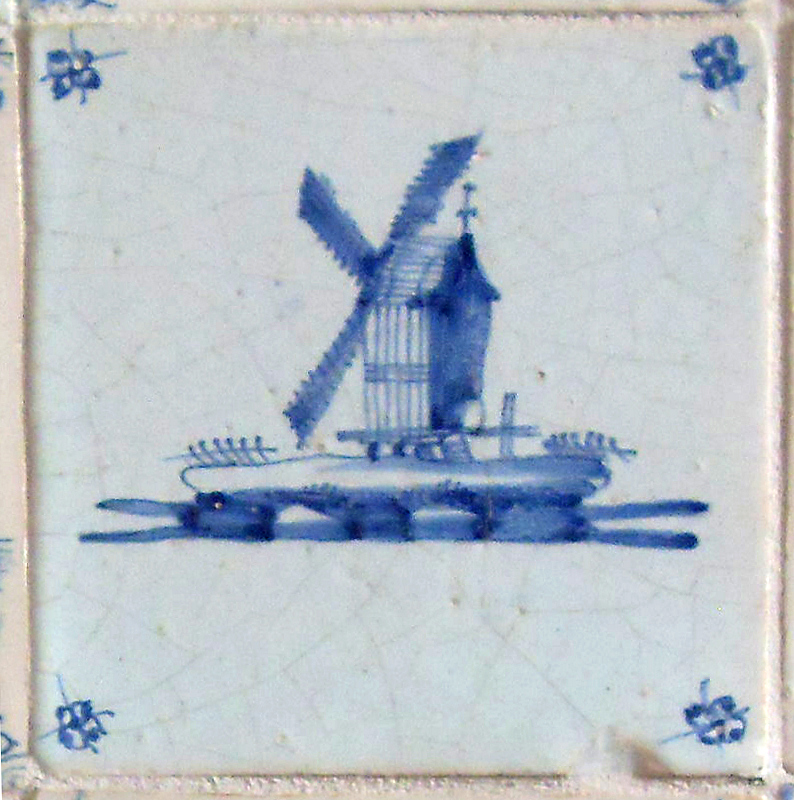
Windmühle
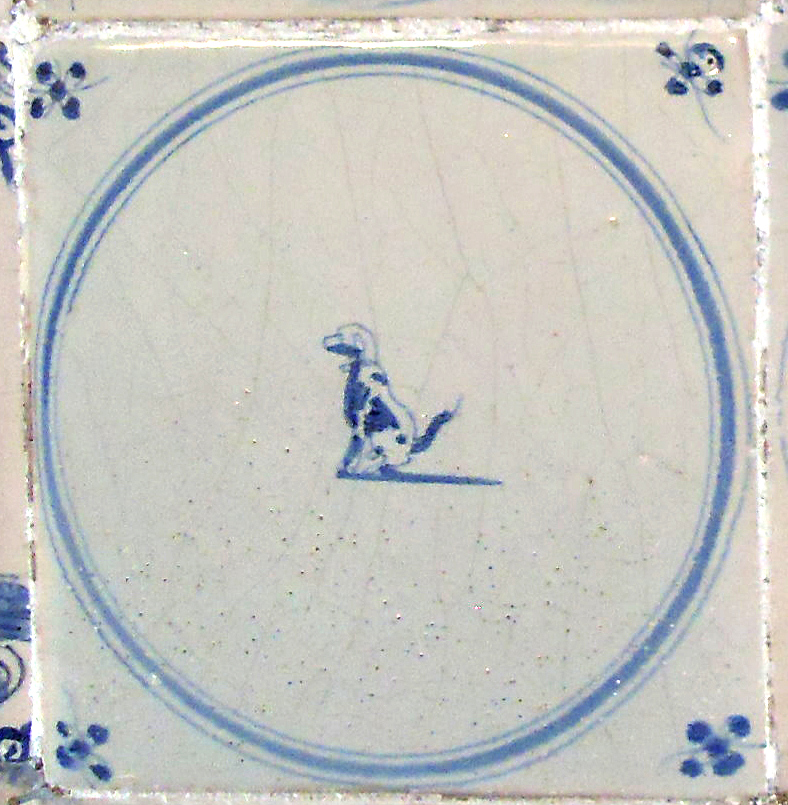
Tier im Kreis
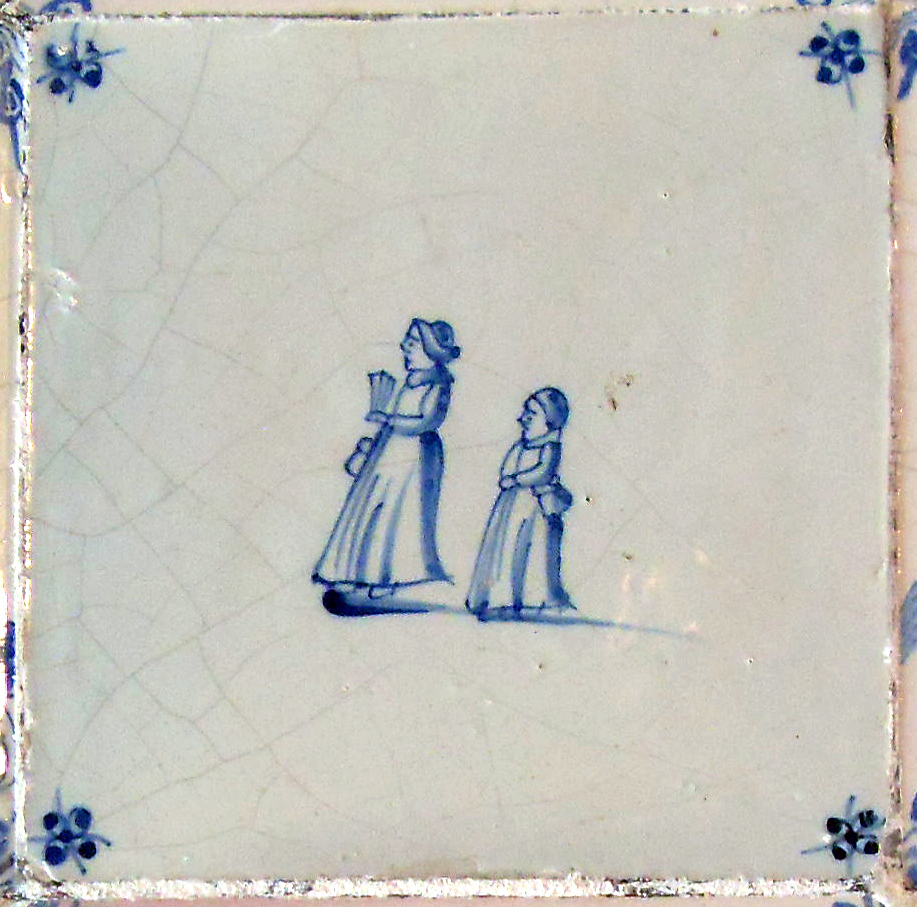
Figurengruppe
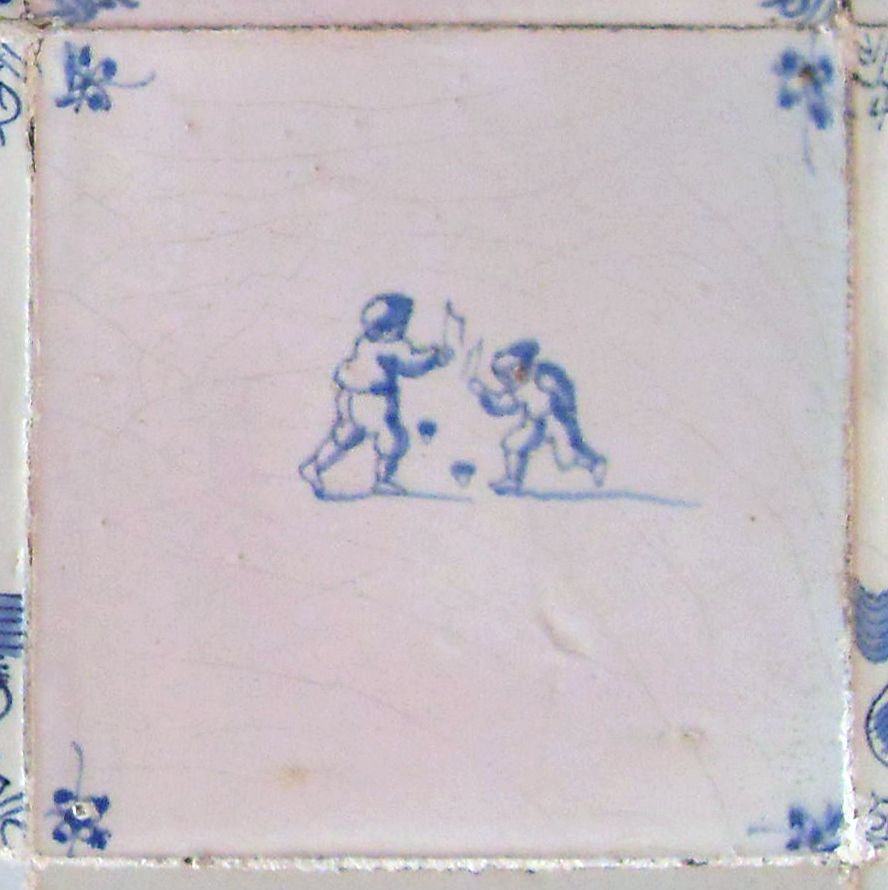
Kinderspiel Peitschenkreisel
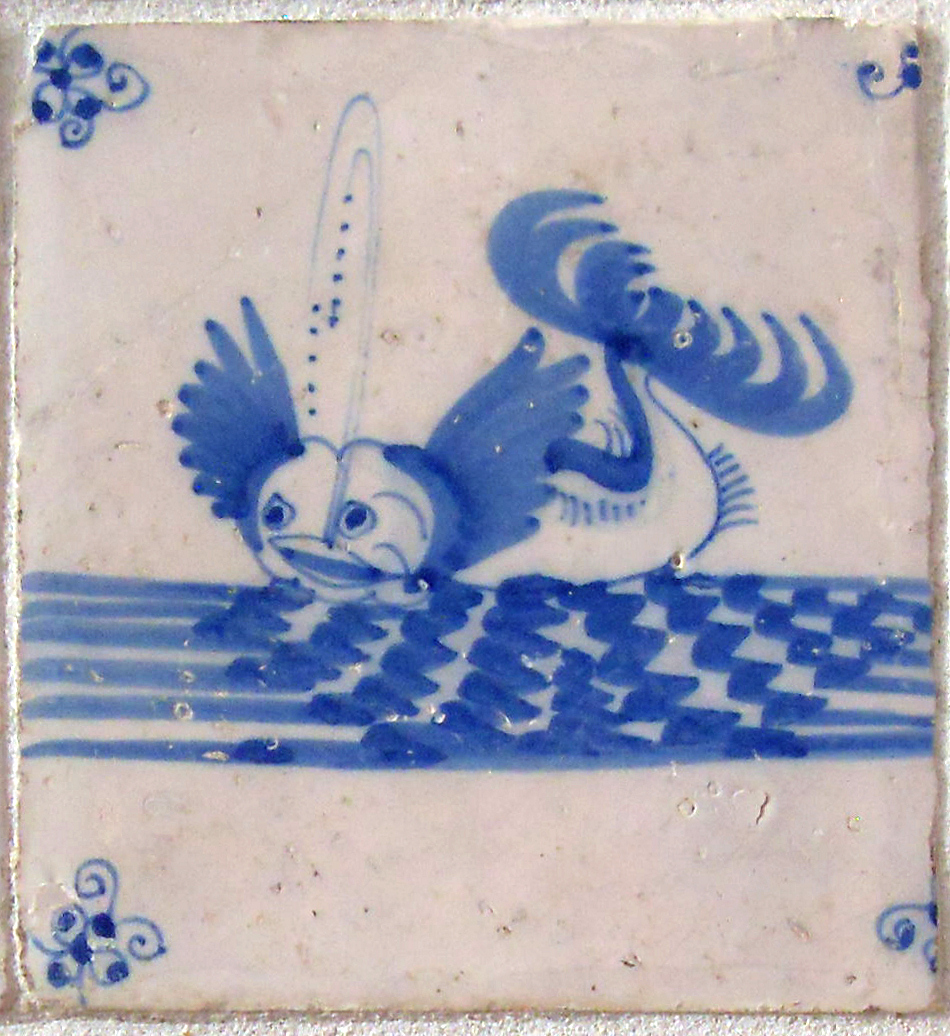
Meeresgetier
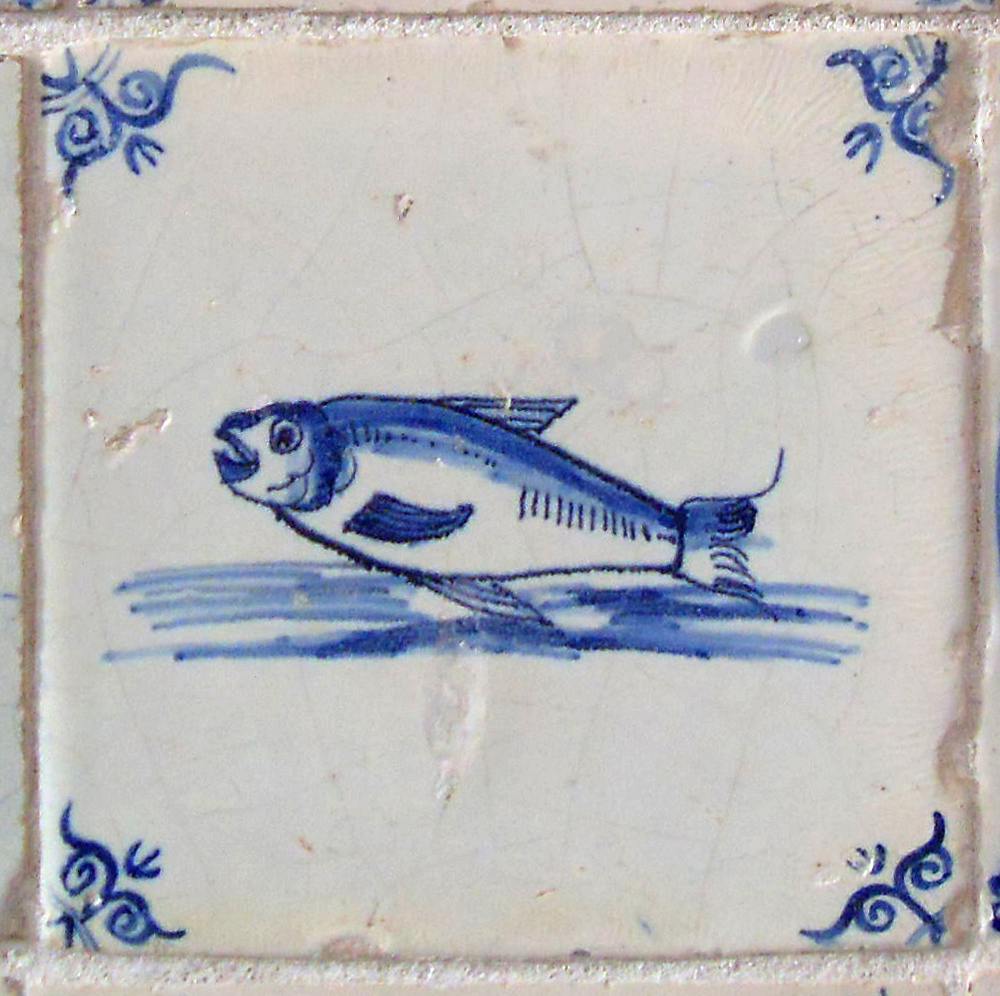
Fisch
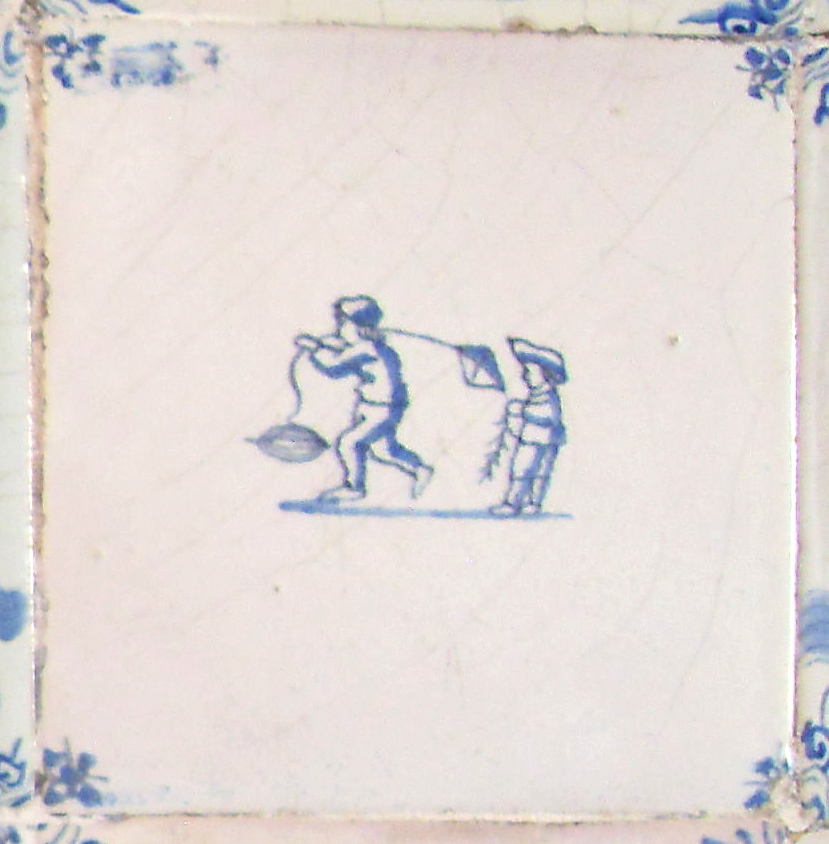
Drachen steigen lassen